# Qualificazioni al campionato europeo femminile di calcio 2022 - Fase a gironi, gruppo I
Il gruppo I delle qualificazioni al campionato europeo femminile di calcio 2022 è composto da cinque squadre: Germania, Ucraina, Irlanda, Grecia e Montenegro. La composizione dei sette gruppi di qualificazione della sezione UEFA è stata sorteggiata il 21 febbraio 2019.

## Formula
Le cinque squadre si affrontano in un girone all'italiana con partite di andata e ritorno, per un totale di 8 partite. La squadra prima classificata si qualifica direttamente alla fase finale del torneo, mentre la seconda classificata si qualifica direttamente alla fase finale solo se è tra le migliori tre seconde dei nove gruppi di qualificazione, altrimenti accede ai play-off qualificazione.
In caso di parità di punti tra due o più squadre di uno stesso gruppo, le posizioni in classifica verranno determinate prendendo in considerazione, nell'ordine, i seguenti criteri:
1. maggiore numero di punti negli scontri diretti tra le squadre interessate (classifica avulsa);
2. migliore differenza reti negli scontri diretti tra le squadre interessate (classifica avulsa);
3. maggiore numero di reti segnate negli scontri diretti tra le squadre interessate (classifica avulsa);
4. maggiore numero di reti segnate in trasferta negli scontri diretti tra le squadre interessate (classifica avulsa), valido solo per il turno di qualificazione a gironi;
5. se, dopo aver applicato i criteri dall'1 al 4, ci sono squadre ancora in parità di punti, i criteri dall'1 al 4 si riapplicano alle sole squadre in questione. Se continua a persistere la parità, si procede con i criteri dal 6 all'11;
6. migliore differenza reti;
7. maggiore numero di reti segnate;
8. maggiore numero di reti segnate in trasferta;
9. maggiore numero di vittorie nel girone;
10. maggiore numero di vittorie in trasferta nel girone;
11. classifica del fair play;
12. posizione nel ranking UEFA in fase di sorteggio.

## Classifica
| Pos | Squadra    | Pt | G | V | N | P | GF | GS | DR  |
| --- | ---------- | -- | - | - | - | - | -- | -- | --- |
| 1.  | Germania   | 24 | 8 | 8 | 0 | 0 | 46 | 1  | +44 |
| 2.  | Ucraina    | 15 | 8 | 5 | 0 | 3 | 16 | 21 | -5  |
| 3.  | Irlanda    | 13 | 8 | 4 | 1 | 3 | 11 | 10 | +1  |
| 4.  | Grecia     | 7  | 8 | 2 | 1 | 5 | 6  | 21 | -15 |
| 5.  | Montenegro | 0  | 8 | 0 | 0 | 8 | 2  | 28 | -26 |

## Risultati
| Arbitro: | Zulema González González |

|                                                                                          |           |  |
| Huth 3’ Popp 8’, 24’, 38’ Bühl 34’, 59’ Doorsoun 52’ Knaak 54’ Schüller 84’ Dallmann 88’ | Marcatori |  |

| Arbitro: | Tess Olofsson |

|  |           |                                                                             |
|  | Marcatori | 5’, 80’, 88’ Däbritz 29’ Magull 32’ Rauch 54’ Oberdorf 85’ Huth 90+2’ Maier |

| Arbitro: | Catarina Campos |

|                             |           |  |
| Toland 7’ McCabe 69’ (rig.) | Marcatori |  |

| Arbitro: | Lorraine Clark |

|                                                                |           |  |
| Bühl 7’, 58’, 61’ Gwinn 30’ Magull 37’, 42’, 90+3’ Leupolz 87’ | Marcatori |  |

| Arbitro: | Vera Opejkina |

|  |           |                                                      |
|  | Marcatori | 33’ Popp 40’ Oberdorf 66’ Starke 75’ Bremer 90’ Bühl |

| Arbitro: | Désirée Grundbacher |

|                                          |           |                         |
| McCabe 25’ Jarrett 28’ Šmatko 28’ (aut.) | Marcatori | 34’ Šmatko 43’ Ovdijčuk |

| Arbitro: | Reelika Turi |

|  |           |                                              |
|  | Marcatori | 14’, 78’ Sidira 51’ Kokoviadou 90+3’ Vardali |

| Arbitro: | Henrikke Nervik |

|                    |           |             |
| Spyridonidou 90+3’ | Marcatori | 13’ Barrett |

| Arbitro: | María Dolores Martínez Madrona |

|              |           |  |
| Caldwell 45’ | Marcatori |  |

| Arbitro: | Maria Marotta |

|  |           |                                        |
|  | Marcatori | 12’ Caldwell 83’ McCabe 85’ O'Sullivan |

| Arbitro: | Viola Raudziņa |

|         |           |                                                 |
| Kuč 63’ | Marcatori | 23’ Apanaščenko 60’ Kunina 66’ (aut.) Bulatović |

| Arbitro: | Monika Mularczyk |

|                                       |           |  |
| Hegering 8’ Marozsán 38’ Schüller 41’ | Marcatori |  |

| Arbitro: | Ainara Andrea Acevedo Dudley |

|  |           |                                       |
|  | Marcatori | 3’ Freigang 45+2’ Leupolz 59’ Lohmann |

| Arbitro: | Aleksandra Česen |

|                                                |           |  |
| Kozlova 60’, 72’ Kravec' 89’ Apanaščenko 90+6’ | Marcatori |  |

| Arbitro: | Miriama Matulová |

|            |           |  |
| Markou 83’ | Marcatori |  |

| Arbitro: | Ivana Martinčić |

|                     |           |  |
| O'Gorman 25’ (aut.) | Marcatori |  |

| Arbitro: | Shona Shukrula |

|  |           |                                          |
|  | Marcatori | 5’ Panculaja 29’, 55’ Kravec' 83’ Kunina |

| Arbitro: | Marta Frías Acedo |

|                                                                   |           |  |
| Hegering 17’ Freigang 21’, 39’, 45’ Dallmann 72’ Krumbiegel 90+2’ | Marcatori |  |

| Arbitro: | Frida Nielsen |

|                                |           |            |
| Basans'ka 5’ (rig.) Kunina 74’ | Marcatori | 6’ Đoković |

| Arbitro: | Sara Persson |

|                   |           |                                    |
| McCabe 45’ (rig.) | Marcatori | 21’ (rig.) Magull 29’, 85’ Waßmuth |

## Statistiche

### Classifica marcatrici
6 reti
- Klara Bühl

5 reti
- Lina Magull (1 rig.)

4 reti
- Laura Freigang

- Alexandra Popp

- Katie McCabe (2 rig.)

3 reti
- Sara Däbritz

- Dar"ja Kravec'

2 reti
- Linda Dallmann
- Marina Hegering
- Svenja Huth
- Melanie Leupolz

- Lena Oberdorf
- Lea Schüller
- Tabea Waßmuth
- Danai-Eleni Sidira

- Diane Caldwell
- Daryna Apanaščenko
- Nicole Kozlova
- Nadija Kunina

1 rete
- Pauline Bremer
- Sara Doorsoun
- Giulia Gwinn
- Turid Knaak
- Paulina Krumbiegel
- Sydney Lohmann
- Leonie Maier
- Dzsenifer Marozsán

- Felicitas Rauch
- Sandra Starke
- Christina Kokoviadou
- Eleni Markou
- Anastasia Spyridonidou
- Thomai Vardali
- Amber Barrett
- Rianna Jarrett

- Denise O'Sullivan
- Tyler Toland
- Jasna Đoković
- Armisa Kuč
- Ol'ha Basans'ka
- Ol'ha Ovdijčuk
- Natija Panculaja
- Ljubov Šmatko

1 autorete
- Áine O'Gorman (a favore dell'Ucraina)
- Slađana Bulatović (a favore dell'Ucraina)
- Ljubov Šmatko (a favore dell'Irlanda)